# Patrick Desbois

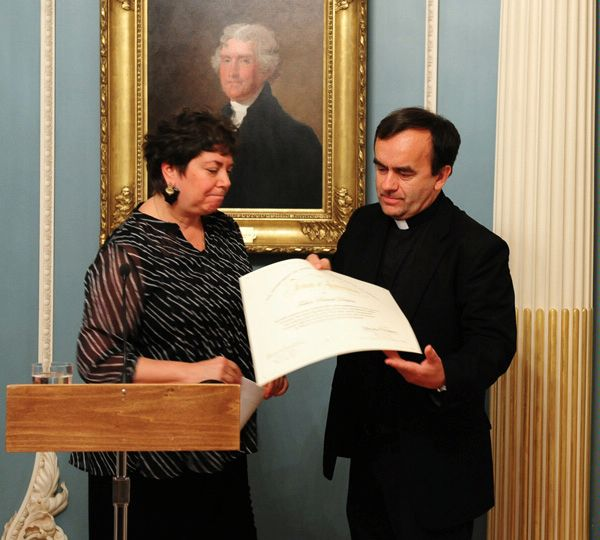
Hannah Rosenthal, EE. UU. Enviada Especial de los Estados Unidos para Vigilar y Combatir el Antisemitismo, reconoce el trabajo del Padre Patrick Desbois, Presidente de la Asociación Yahad-In Unum de Francia, con un Certificado de Homenaje de Agradecimiento (12 de mayo de 2011)

Patrick Desbois (nacido 1955, en Chalon-sur-Saône) es un sacerdote católico francés, director de la Comisión para las Relaciones con el judaísmo de la Conferencia Episcopal de Francia y consultor del Vaticano. Es el fundador de Yahad-In Unum, una organización dedicada a localizar los lugares de fosas comunes de víctimas judías de las unidades móviles de ejecución nazis en la antigua Unión Soviética. Recibió la Legión de Honor, la distinción más alta de Francia, por su trabajo de documentación e investigación sobre el Holocausto.

## Educación
Desbois estudió en la Universidad de Dijon, graduándose con una titulación en matemáticas en 1977. Entró en el Gran Seminario de Prado en 1981 y fue ordenado sacerdote en 1986. Ese mismo año obtuvo la licenciatura superior en teología por la Universidad Católica de Lyon.

## Etapa Laboral
En 1978, Padre Desbois trabajó como profesor de matemáticas para el gobierno francés en África. Más tarde trabajó para la Madre Teresa en Calcuta, donde ayudó a establecer hogares para moribundos. Después de ser ordenado sacerdote en 1986 a la edad de 31 años,  se convirtió en el Superior del Seminario Superior en Prado, Lyon, en 1992. De 1992 a 1999, fue Secretario de Relaciones Judías para los Cardenales Decourtray, Jean Balland y el Cardenal Louis-Marie Billé. En 1999 solicitó trabajar con la comunidad judía de Francia y fue nombrado secretario de la Conferencia de Obispos Francesa para las relaciones con la comunidad judía y asesor del Vaticano sobre las relaciones con el Judaísmo.
En el 2004, se unió a los líderes de las comunidades católica y judía de Francia para fundar Yahad-In Unum ("juntos" en latín y en hebreo). El propósito de esta organización es fomentar las relaciones entre católicos y judíos. Su iniciativa más grande y más ambiciosa es localizar los lugares de las fosas comunes de víctimas judías de las unidades móviles de ejecución nazis, los Einsatzgruppen, en las antiguas repúblicas soviéticas y países del este de Europa.
Fungió como director del Comité Episcopal para las Relaciones con el Judaísmo, vinculado a la Conferencia Episcopal Francesa de 2001 a 2016. Su trabajo ha sido autorizado por el Papa, reconocido y alentado por el Presidente de Francia y apoyado en Europa y Estados Unidos. El Padre Desbois ha sido reconocido internacionalmente por sus extraordinarios esfuerzos; Sus premios incluyen la "Medalla al Valor" por el Centro Simon Wiesenthal, el "Premio Roger E. Joseph" por el Hebrew Union College, el "Premio Humanitario" por el Museo Memorial del Holocausto de los Estados Unidos, el "Premio Jan Karski" por el Comité Judío Americano, el "Premio Internacional B'nai B'rith" para la Contribución Excepcional a las Relaciones con el Pueblo Judío y, más recientemente, el "Premio Nacional del Libro Judío" por su libro Holocaust by Bullets (Palgrave-Macmillan). En 2013, recibió el "Premio al Valor Moral Lyndon B. Johnson" (LBJ Moral Courage Award) del Museo del Holocausto de Houston.
Desde 2015, ha estado enseñando en el Programa para Civilización Judía en el Edmund Un. Walsh Escuela de Servicio Extranjero, Universidad Georgetown como profesor adjunto.

## Trabajo con Yahad–In Unum
El interés del Padre Desbois por el Holocausto comenzó a una edad temprana, ya que su abuelo, que ayudó a educarlo, era un soldado francés que había sido deportado al campamento nazi para prisioneros de guerra (Stalag 325) en Rava-Ruska durante la Segunda Guerra Mundial. Su abuelo no hablabla mucho de su experiencia en el campamento, pero la curiosidad del Padre Desbois sobre el Holocausto y sus víctimas judías permaneció.
Como consecuencia de sus intereses de niñez, el Padre Desbois estudió la fe judía mientras se preparaba para su ordenación como sacerdote católico. Estudió el antisemitismo en Yad-Vashem, y luego la religión y cultura judía con el Dr. Charles Favre, un líder en la comunidad judía francesa. En 2002,  viajó a Ucrania, para poder ver dónde había estado encarcelado su abuelo durante la guerra, y así rendir homenaje en un monumento a las vidas perdidas. A su llegada, se sorprendió al descubrir que no había una sola marca o conmemoración a los 1,25 millones de víctimas judías en toda Ucrania y Bielorrusia.  Hablando de su experiencia inicial, el Padre Desbois narró cómo:
En 2002, mientras viajaba por Ucrania,  visitó el lugar del encarcelamiento de su abuelo, Rawa-Ruska. El Padre Desbois sabía que antes de la Segunda Guerra Mundial  habían vivido más de 15,000 judíos en la ciudad, pero cuándo preguntó para ver dónde habían sido asesinados, el alcalde no le hizo caso y dijo que nadie sabía nada del asunto.  "¿Cómo podían haber asesinado a más de 10.000 judíos en el pueblo y nadie sabía nada?" dijo el Padre Desbois. "Sabía que necesitaba averiguar qué sucedió. Así que volví dos veces, tres veces, cuatro veces a Rawa-Ruska. Y entonces el alcalde perdió las elecciones y se eligió a un nuevo alcalde, mucho menos soviético."

El alcalde nuevo llevó a Desbois al bosque dónde, según Desbois, aproximadamente 50 ancianos, hombres y mujeres del pueblo, fueron reunidos en un semicírculo. "Estás de pie sobre las tumbas de los últimos 1500 judíos de Rawa-Ruska," dijo el alcalde. Uno por uno los aldeanos se ofrecieron a contar sus experiencias durante la Segunda Guerra Mundial. Relataron de cómo a los judíos les hicieron marchar a este claro, forzados a excavar fosas escarpadas y a entregar sus objetos de valor antes de ser fusilados. Contaron historias de cómo los alemanes habían forzado -a niños o adolescentes- a vigilar a los judíos para evitar que se escaparan, a cubrir las fosas llenas de cadáveres, a servir comida a los soldados alemanes e incluso a traerles un gramófono de modo que pudieran escuchar música.
Desbois recuerda a una mujer - "una anciana con una bufanda azul" - quién le dijo en lágrimas, "Yo estaba en mi granja,  tenía 14 años, y ellos me dijeron, 'Ven, ven' y tuve que subir a los árboles y recoger partes de cadáveres mutilados y esconderlos con ramas en la fosa para que los judíos siguientes no los vieran. Y, después, llegaron camiones y camiones y camiones de judíos de Rawa-Ruska."

Después de estas revelaciones, los aldeanos le dijeron a Desbois que nunca habían hablado públicamente de lo que había sucedido. Muchos le preguntaron al sacerdote antes de partir: "¿Por qué viene tan tarde? Hemos estado esperándole."
Para corregir este error atroz, el Padre Desbois ayudó a fundar Yahad-In Unum en 2004. Esta organización recopila información sobre el asesinato masivo de judíos y gitanos en Ucrania, Rusia, Bielorrusia, Polonia, Moldavia y Rumanía entre 1941 y 1944, por los Einsatzgruppen nazis y sus colaboradores. Testigos locales de la época son entrevistados sobre los fusilamientos en masa qué tuvieron lugar cerca de su hogar y las fosas comunes son localizadas. El Padre Desbois estima que hay no menos de 1 millón de víctimas enterradas en 1.200 fosas tan solo en Ucrania.
El Padre Desbois realiza, él mismo (y con traductores), muchas de las entrevistas a los testigos. Utilizando detectores de metal, el Padre Desbois y su equipo han desenterrado balas y cartuchos alemanes de las fosas donde los cuerpos fueron arrojados, así como joyas que pertenecieron a las víctimas. Algunas personas han cuestionado parte la investigación llevada a cabo por Yahad-In Unum.

Paul Shapiro del Museo Memorial del Holocausto de los Estados Unidos ha contrarrestado que "Algunas personas han sido críticas con su metodología, pero nadie más está saliendo y haciendo esta clase de trabajo.  Es fácil ser crítico; pero es mucho más duro tener el ímpetu, la resistencia y el compromiso para ir una y otra vez a estos lugares." En marzo de 2014, presidente francés François Hollande alabó el trabajo de Padre Desbois:

Hace un momento, ustedes han honrado al Padre Patrick Desbois. A través de su propia historia familiar, descubrió la tragedia de los judíos ucranianos. Trabajó para el reconocimiento del "Holocausto por balas" porque el Holocausto había comenzado incluso antes de los campos, y además, no sólo en Ucrania. Es muy importante saber cómo comenzó el proceso genocida y cómo llegó a los campos de exterminio.

## Trabajo con Acción Yazidis
"Acción Yazidis" está dirigida por Patrick Desbois y recoge las palabras de los supervivientes para documentar y ofrecer pruebas de cada paso del genocidio de los Yazidis (los yazidis son una comunidad étnica kurda o un grupo étnico-religioso indígena del norte de Mesopotamia). El Padre Desbois fue entrevistado en Sinyar, al noroeste de Irak,  por Lara Logan en un episodio de 60 Minutos (programa de la televesión estadounidense).

## El comité de los Obispos para las relaciones con el judaísmo
Debido a su posición como Director del Comité para las Relaciones con el Judaísmo de la Conferencia Episcopal Francesa, el Padre Desbois ha tenido que lidiar con la controversia tras los comentarios negacionistas realizados por el obispo de la SSPX, Richard Williamson. Sin embargo, desde que Desbois tiene relaciones positivas con la comunidad judía, ha sido capaz de mantener una gran confianza durante un período difícil.

## Premios
- 1 de mayo de 2007: fue honrado por el Comité Judío Americano con su "Premio Jan Karski" por sus "esfuerzos por identificar las fosas comunes de las víctimas judías de la Shoah" y "su dedicación a promover el entendimiento entre cristianos y judíos".
- 4 de mayo de 2008: El rabino David Ellenson entregó el premio "Roger E. Joseph" al Padre Desbois en Nueva York.
- 7 de mayo de 2008: En la Cena anual del Tributo Nacional el Centro de Simon Wiesenthal en Los Ángeles entregó la "Medalla Judía al Valor" al Padre Desbois para su compromiso por la tolerancia y cooperación religiosas.
- 12 de junio de 2008: recibió la "Legión de Honor" por su trabajo en el Holocausto.
- 9 de octubre de 2008:  ganó el "Shofar of Freedom Award".
- 12 de mayo de 2009: doctor honoris causa por la Universidad Bar Ilán (Israel).
- 2008: Recibió el "National Jewish Book Award" (Premio Nacional del Libro Judío)[12][13][14] del Jewish Book Council (Consejo del Libro Judío).
- 7 de junio de 2009: doctor honoris causa por la Universidad Hebrea (Israel).
- 16 de mayo de 2012: doctor honoris causa por la Universidad de Nueva York (Estados Unidos).
- 3 de mayo de 2013: Doctor honoris causa de la Universidad de Winnipeg (Canadá).
- 2013: "LBJ Moral Courage Award " (Premio al Valor Moral Lyndon B. Johnson) del Museo de Holocausto Houston.
- 4 de marzo de 2014: fue honrado por el Consejo Representativo de las Instituciones Judías Francesas (Conseil Représentatif des Instituciones Juives de Francia) con su premio.
- 21 de mayo de 2015: Doctor honoris causa del Jewish Theological Seminary of America (Estados Unidos).

## Publicaciones
- Patrick Desbois, The Holocaust by Bullets: A Priest's Journey to Uncover the Truth Behind the Murder of 1.5 Million Jews (El Holocausto por Balas: El Viaje de un Sacerdote para Revelar la Verdad del Asesinato de 1.5 Millones de judíos) Nueva York: Palgrave Macmillan, 2008. ISBN 978-0-230-61757-5 (edición de papel comercial en inglés).
- Patrick Desbois, In Broad Daylight: The Secret Procedures behind the Holocaust by Bullets. Nueva York: Published by ARCADE, 2018. ISBN13: 9781948924627.
- Patrick Desbois & Costels Nastasie, The Terrorist Factory: ISIS. The Yazidi Genocide and Exporting Terror. Nueva York: Published by ARCADE, 2018. ISBN13: 9781628729467